# Маркаколь
Маркако́ль, Маркакуль, — озеро на Алтаї, Казахстан.
Розташовано в міжгірській улоговині між хребтами Курчумським на півночі і Азутау на півдні. Південні береги обривисті, північні — низовинні. Коливання рівня менше 1 м (мінімум в жовтні — березні, максимум в червні — липні). Вода прісна, слабо мінералізована, влітку на поверхні прогрівається до 16—17 °C, біля дна близько 7 °C. Замерзає в листопаді, розкривається в травні. 
У Маркаколь впадає велика кількість річок, що живляться переважно талими водами. Витікає річка Кальджір (притока Іртишу).
Походження озера Маркаколь пов'язують з однією з льодовикових фаз четвертинного періоду альпійського тектонічного циклу, коли в результаті підняттів і розломів була утворена система сучасних хребтів і міжгірських западин, які зазнали потім впливу заледеніння, сліди якого добре виражені на вододільних частинах Курчумського хребта.
Район складний метаморфізованими породами, прорваними потужними жильними тілами основних базальтоїдних порід і невеликими масивами лужних граніт ів. Ближче до гір на їх схилах ростуть високостовбурні модрини. Озеро багате рибою: Brachymystax savinovi (ленок), харіус. Багато птахів. У прибережних луках гніздяться гагари, пірникозові, качки, чайки та кулики. В лісах навколо озера зустрічаються рябчики, тетереви, глухарі та куріпки.
Клімат в цій частині країни типово-континентальний. Зима сувора, багатосніжна, температура досягає до -55 градусів за Цельсієм. Середньорічна температура -4,1 градуса за Цельсієм (найнижча на Південному Алтаї). Влітку температура повітря піднімається до 29 градусів за Цельсієм. Середня добова температура вище 0 градусів триває 162 дня, нижче 0 градусів — 203 дня.

## Галерея

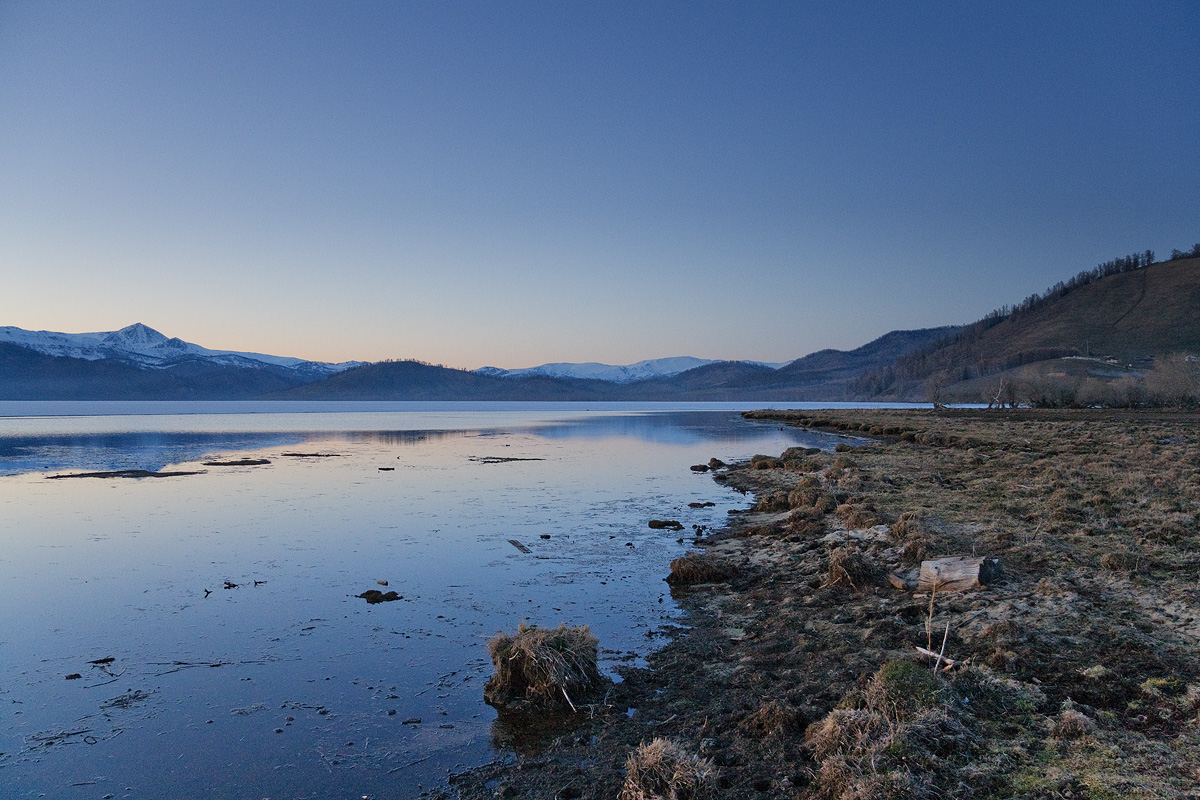
оз. Маркаколь
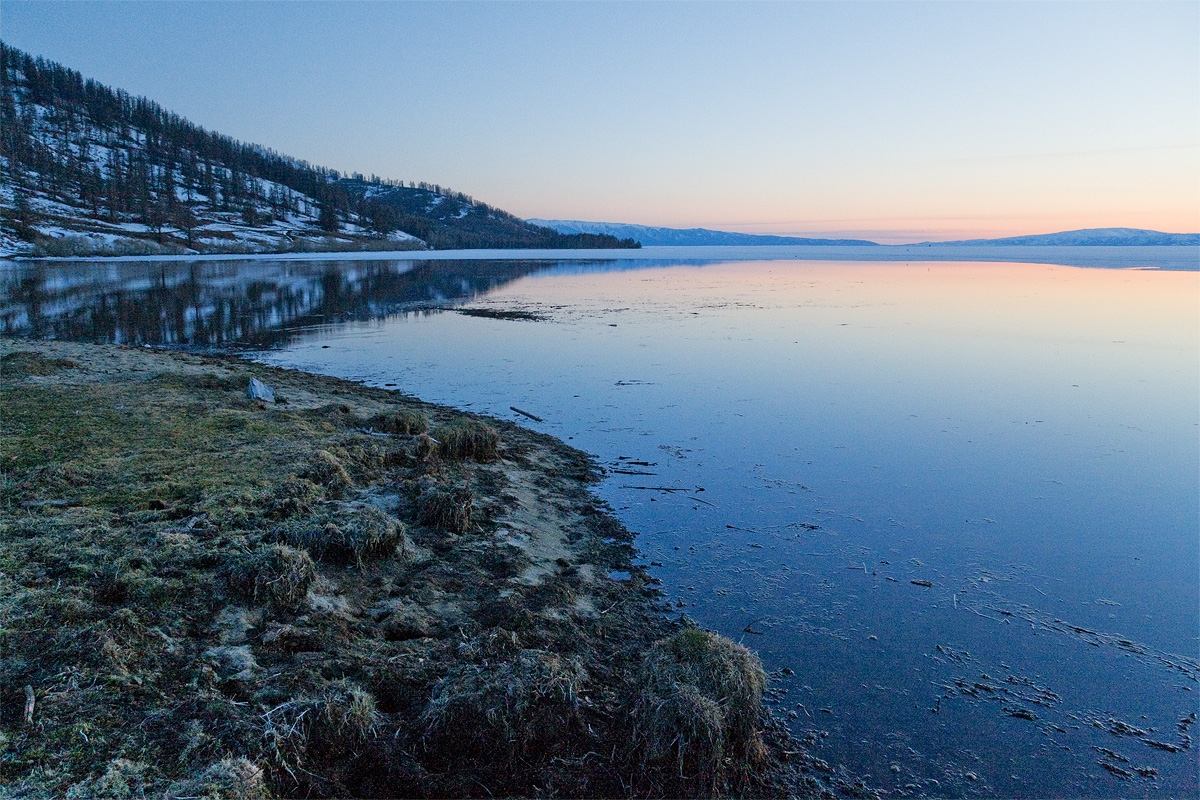
оз. Маркаколь
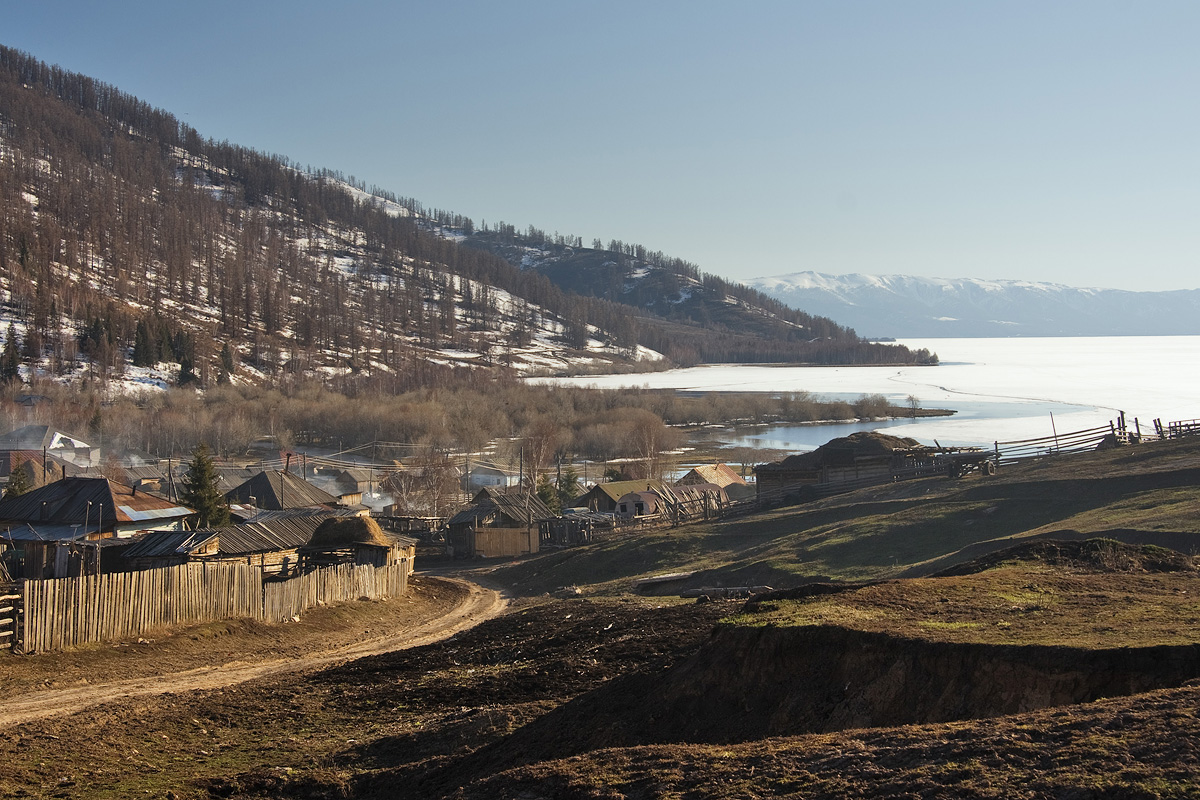
Село Урунхайка на східному березі озера
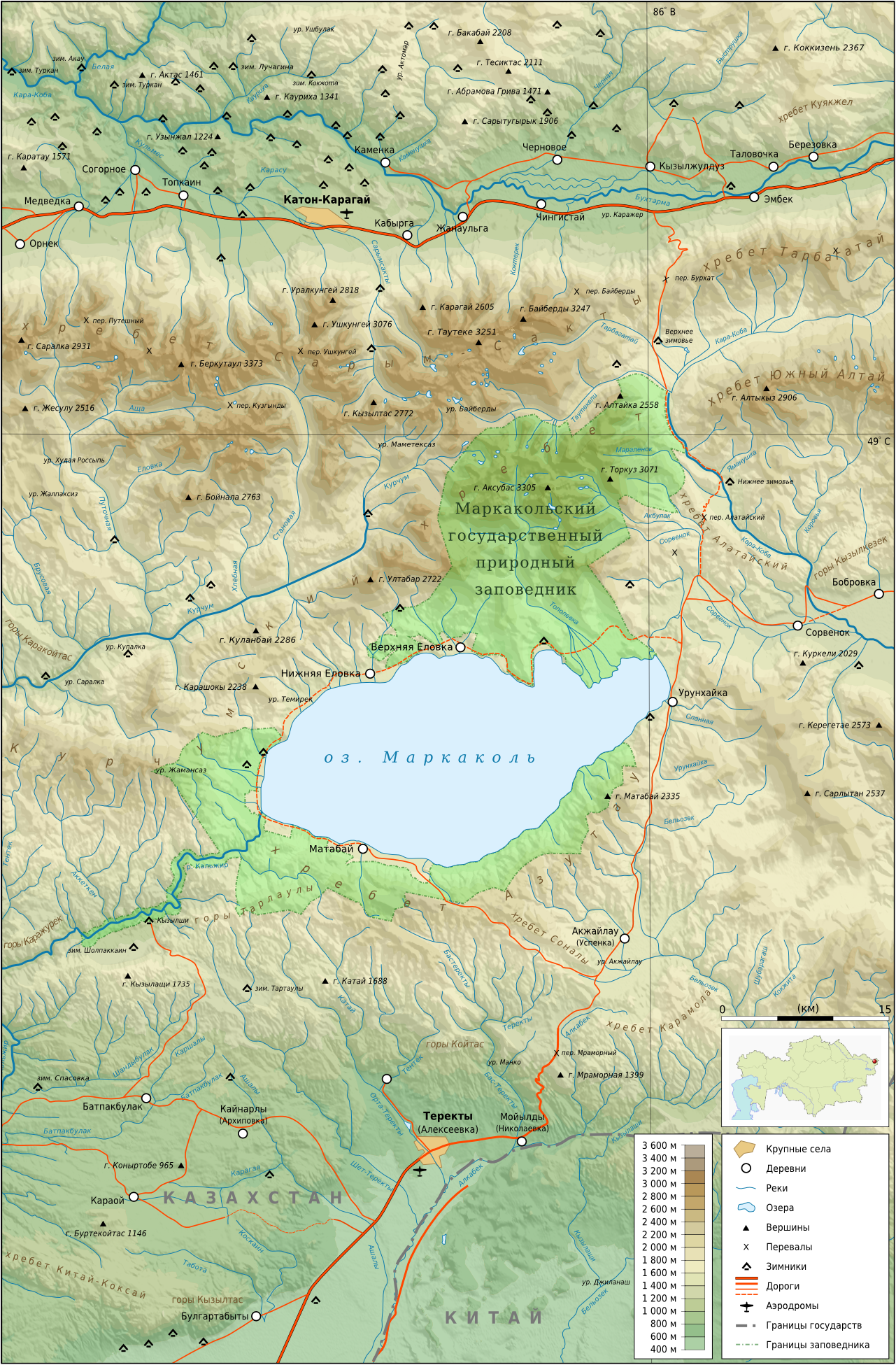
Карта Маркакольського заповідника та його околиць